# جائزة تايلور للإنجاز البيئي
جائزة تايلور للإنجاز البيئي (بالإنجليزية: Tyler Prize for Environmental Achievement)‏ هي جائزة سنوية لعلوم البيئة والصحة البيئية والطاقة. الحاصلون على جائزة تايلور يحصلون على جائزة نقدية بقيمة 200000 دولار وميدالية. تدار هذه الجائزة من قبل جامعة كاليفورنيا الجنوبية وأنشأها جون وأليس تايلور عام 1973

## حائزو الجائزة
- ميخائيل إي. مان ووارن إم. واشنطن - 2019
- جيمس مكارثي وباول فالكوسكي - 2018
- خوسيه ساروخان كرميز - 2017
- بارثا داسغوبتا - 2016
- جين لوبتشينكو ومادهاف جادجيل - 2015
- سيمون أ. ليفين- 2014
- ديانا وول - 2013
- جون سينفيلد وكيرك ر. سميث - 2012
- مي برينباوم - 2011
- لوري ماركر وستيوارت بيم - 2010
- ريتشارد ألي وفيرابدران راماناثان - 2009
- جيمس ن. غالاوي وهارولد موني - 2008
- جاتزي ليتينجا - 2007
- ديفيد شيندلر وإيجور أ. شيكلومانوف - 2006
- تشارلز كيلينغ ولوني تومسون - 2005
- كلية بيرفوت وشبكة أمريكا اللاتينية النباتية - 2004
- ريتشارد دول ويوئيل مارغاليث وهانز رودولف هيرين - 2003
- والاس بروكر وليو دونغ شنغ - 2002
- جارد دايموند وتوماس لوفجوي - 2001
- جون هولدرن - 2000
- تي. تي. تشانغ وجويل إي. كوهن - 1999
- آن ارليخ وبول إرليخ - 1998
- جين جودل وجورج شالر و بيروت غالديكاس - 1997
- ويلي دانسجارد وهانز أوشغرو كلود لوريوس - 1996
- كلير باترسون - 1995
- بيتر رافينو ارتورو جوميز بومبا - 1994
- إف. هربرت بورمانو جين ليكنس - 1993
- بيري مكارتي وروبرت م. وايت - 1992
- جيم ايفرت كوب ومانكومبو سامباسيفان سواميناثان - 1991
- توماس ايسنر وجيرولد مينفالد - 1990
- بول كروتزن وإدوارد د. غولدبرغ - 1989
- بيرت بولن - 1988
- غيلبرت إف. وايت وريتشارد إيفانز شولتس - 1987
- ويرنر ستوم وريتشارد فولنويدر - 1986
- بروس إيميس ومنظمة الدراسات الاستوائية - 1985
- روجر ريفال وإدورد أوسبورن ويلسون - 1984
- هارلود إس. جونستون وماريو مولينا وفرانك شيروود رولاند - 1983
- كارول ل. ويلسون وجنوب كاليفورنيا اديسون - 1982
- راسيل إي ترين - 1978
- يوجين أودوم - 1977
- تشارلز سذرلاند إلتون وهابيل ولمان ورينيه دوبوس - 1976
- روث باتريك - 1975
- موريس سترونج وآري جان هاغن سميت وج. إيفلين هتشينسون - 1974

المصدر: قائمة حائزي الجائزة

## اللجنة التنفيذية
تشرف اللجنة التنفيذية على أنشطة جائزة تايلر، بما في ذلك اختيار الفائزين. يُختار أعضاء هذه اللجنة الدولية لخبرتهم في المجالات ذات الصلة بجائزة تايلر ويساعدهم مدير جائزة تايلر، ومقره جامعة كاليفورنيا الجنوبية. تتكون اللجنة الحالية من:
- جوليا مارتون ليفر
- روزينا م. بيربوم
- مارغريت كاتلي كارلسون
- آلان كوفيتش
- إكسكويل إزكورا
- كيلي سيمز غالاغر
- أوين تي ليند
- جوديث إي. ماكدويل
- كينيث نيلسون
- جوناثان باتز

## روابط خارجية
1. Tyler Prize for Environmental Achievement في جامعة كليفورنيا الجنوبية
2. Tyler Prize for Environmental Achievement